# Микроклимат
Микрокли́мат ( μικρός (mikros) + κλίμα (klima)) — особенности климата на небольших пространствах, обусловленные особенностями местности (лес, поле, поляна, болото, берег, водоём, направление склона, защищённость от ветров и т. п.).
Изучение микроклимата имеет большое практическое значение, особенно при районировании сельскохозяйственных культур, организации санаториев, домов отдыха.

## Микроклимат помещения
Это комплекс метеорологических условий в помещении: температура, относительная влажность, количество аэроионов, воздухообмен, скорость движения воздуха, содержание в воздухе твердых частиц (пыли), наличие приятных запахов (ароматерапия) и др. Оптимальными для микроклимата жилых и общественных помещений в тёплое время года считаются: температура воздуха 22—25° С, относительная влажность 30—60 %, скорость движения воздуха не более 0,25 м/с; в холодное время года эти показатели составляют соответственно 20—22° С, 30—45 % и 0,1—0,15 м/с. При этом разница температур по горизонтали от окон до противоположной стены не должна превышать 2 °C, а по вертикали 1 °C на каждый метр высоты помещения.
Для создания комфортного микроклимата в помещении используются специальные системы: в холодное время года — системы отопления: газовые, дровяные или угольные печи; система централизованного водяного, в редких случаях (как устаревшего) парового отопления (для жилых и общественных зданий запрещено); калориферы и электрообогреватели. Системы приточно-вытяжной вентиляции (возможно использование рекуперации тепловой энергии вытяжного воздуха). Системы увлажнения воздуха (паровые, ультразвуковые, с традиционным испарением (холодные)).
В тёплое и жаркое время года — системы вентиляции и кондиционирования (охладители, осушители, обеспыливатели).